# 설성 김씨
설성 김씨(雪城金氏)는 설성(雪城), 즉 개성(開城)을 본관으로 하는 한국의 성씨이다.

## 역사
시조 김지선(金芝宣)은 신라 경순왕 김부(新羅 敬順王 金傅)의 후예로 고려 때 보문각 대제학을 지냈는데 그의 후손들이 설성(雪城, 즉 개성(開城)이라는 지역)에 살면서 크게 번창하였다. 1781년에 이르러서야 그를 비조(鼻祖)로 모시는 있던 후손들이 처음으로 수보(修譜)하면서 그를 시조로 하고 본관을 설성(雪城)으로 정하였다.
2세 김원(金源)은 고려 때 비순위(備巡衛) 후령(後領) 별장(別將)을 지냈고 시호는 문원공(文元公)이다. 3세 김신주(金臣株)는 조선의 사재감정(司宰監正)을 지냈다. 이후로 4세는 김용(金用)이고, 5세는 충순위(忠順衛) 김하생(金河生)이고, 6세는 전력부위(展力副尉) 김만중(金萬重)이고, 7세는 김의지(金義智)이며, 《설성김씨대종보(雪城金氏大宗譜)》에 실린 인물들은 대부분 김의지의 후손이다.

### 개성 김씨와 동본 여부
설성 김씨의 족보를 속수한 18세손 김영휘(金永輝, 1793-1858)의 서문에 의하면, 그의 11대조 김의지(金義智)의 본관이 개성으로 되어 있으나, 9대조 김홍일(金弘一) 이하 조상의 묘비를 살펴보면 모두 설성으로 기록되어 있다고 하였다. 사마방목에 의하면 김의지의 아들 김구성(金九成)은 김의지와 마찬가지로 본관이 개성으로 되어 있다. 이들은 모두 설성 김씨 족보(1928년 간본)와 개성 김씨 족보(1919년 간본)에 기록되어 있다.
김시최(1684-1766)는 설성 김씨 족보에만 나오는 인물이다. 그는 1740년(영조 16) 개성별시 을과 1위로 급제하였는데, 규장각한국학연구원에 소장된 국조문과방목에는 본관이 설성으로 되어 있지만, 국립중앙도서관에 소장된 국조방목에는 본관이 개성으로 되어 있다. 개성별시 병과 1위로 급제한 김종수(1708~?)도 김시최와 마찬가지로 기록되어 있지만, 그는 설성 김씨 족보에 누락되어 있다.
19세기말에 간행된 《의역주팔세보》 등을 살펴보면, 개성 김씨의 후손이 자신을 설성 김씨라고 주장하고 있으며, 조상이 동일한 경우가 있음에도 개성 김씨와 설성 김씨로 분리하여 적고 있다. 이 세보에 의하면 김응환을 비롯한 조선 후기 유명한 개성 김씨 화가 대부분은 설성 김씨이기도 하다.

## 본관
- 개성의 별호: 설성은 고려 수도인 개성의 별호로 활용되었다. 《동국승지여지승람》에 의하면 개성은 고구려 시대에는 동비홀이라 하였고 신라 시대에는 개성군과 송악군으로 서로 인접하였다가 고려 태조 2년에 송악의 남방에 도읍을 정하면서 앞서 말한 두 군을 통합하여 개주로 하였다. 그리고 고려 성종 때 개성부라고 개칭하였고, 고려 현종 때 부를 폐지하고 현으로 고쳤으며, 고려 문종때 개성부사를 두었고 충렬왕때 부윤을 두어 도성을 장악시켰으며 별도로 개성 현령을 두어 도성 외곽을 맡게 하였다가, 조선 이성계가 즉위 3년에 폐현(廢縣)하였다. 현의 옛터는 개성부 서방 이십오 리에 있다.
- 경기도 음죽현의 고호: 설성은 충청북도 음성군과 경기도 이천군 남부 지역에 있는 성산(城山)을 말하며 음죽현의 고호이다. 본래 백제의 노람국이 있던 지역으로 뒤에 고구려의 영토가 되어 노음죽이라 하고, 신라 통일 후 경덕왕이 음죽현으로 고쳐서, 고려·조선 시대에도 그대로 따랐다. 1895년(고종 32) 음죽군으로 승격이 되었으나 1914년 이천군에 병합되고 일부 마을은 음성군에 분할 편입되었다.

### 관향 연혁록
- 《증보문헌비고》에는 관향의 읍속(邑屬)을 상고할 수 없다고 하였다.
- 《설성김씨대종보》에 의하면 개성의 별호는 설성인데 설성이라 말하는 이유는 도읍을 세울 때 성 쌓을 자리를 아직 정하지 못하던 도중 그해 여름 밤 성처럼 눈이 내려 쌓여서 그 자리에 눈 쌓였던 형상 그대로 성을 쌓아서 설성이라 부른 것에서 유래한다고 하였다.
- 《동국여지비고》에는, 이중환의 《택리지》를 인용하여, "한양에 외성을 쌓으려고 하나 아직 주위의 원근을 결정하지 못하였는데, 하룻밤에 눈이 와서 밖은 쌓이고 안은 녹았다. 우리 태조가 크게 이상히 여겨, 명하여 눈을 따라 성 터를 정하였으므로 설성(雪城)이라고 이름하였다."고 기록되어 있다. 이처럼 성이 있는 곳에는 설성과 관련된 설화가 전하는 경우가 많다. 경기도 이천의 설성 산성에도 신라 내물왕 때에 눈이 내린 자리에 축조하였다는 전설이 있다. 그리고 전라남도 강진군에 있는 사적 제397호 강진전라병영성의 이칭도 설성이다. 설성 김씨의 설성은 개성에 축조된 성을 가리킨다.

## 인물

### 고려
- 김지선(金之宣): 고려(高麗) 보문각(寶文閣) 대제학(大提學)
- 김원(金源): 시호 문원공(文元公). 비순위(備巡衛) 후령(後領) 별장(別將) 가(加) 주국상장(柱國上將)

### 조선
- 김신주(金臣株): 중훈대부(中訓大夫). 사재감정(司宰監正)
- 김구성(金九成): 1513년(중종 8) 식년시 진사 합격, 아버지는 진사 김의지(金義智)[4]
- 김대수(金大壽, 1576년 음력 10월 3일) ~ 1645년 음력 7월 21일): 장악원정(掌樂院正)
- 김선명(金善鳴): 1666년(현종 7) 식년시 진사 합격, 아버지는 김성민(金誠敏)
- 김명(金溟): 1690년(숙종 16) 식년시 생원 합격, 아버지는 김중원(金重遠)
- 김시최(金是最): 1740년(영조 16) 개성별시 을과 합격, 동지중추부사
- 김종수(金宗洙): 1740년(영조 16) 개성별시 병과 합격, 아버지는 김석헌(金錫憲)
- 김광국(金匡國): 1754년(영조 30) 도과정시 병과 합격, 전승문원판교, 아버지는 김횡(金鐄)
- 김광우(金光祐): 1756년(영조 32) 식년시 생원 합격, 아버지는 김윤방(金潤邦)
- 김세희(金世禧): 1765년(영조 41) 식년시 역과에 합격, 한어(漢語) 역관으로 활동하였다.
- 김필운(金弼運): 1795년(정조 19) 식년시 생원 합격, 아버지는 전승문원판교 김광국(金匡國)
- 김이묵(金履默): 1801년(순조 1) 식년시 진사 합격, 아버지는 김윤행(金潤行)
- 김치호(金致浩): 1809년(순조 9) 증광시 생원 합격, 아버지는 성균생원 김광우(金光祐)
- 김규응(金奎膺, 1764년 음력 10월 13일) ~ 1840년 음력 3월 13일): 1813년(순조 13) 증광시에 진사로 합격하였다. 아버지는 김치소(金致韶)다. 자는 중례(中禮), 호는 녹문(廘門)이다. 나산(蘿山) 조유선(趙有善)에게 수업(受業)하였고, 성담(性潭) 송환기(宋煥箕)에게 문도(問道)하였다. 문집 2권을 남겼다.
- 김한두(金漢斗): 1827년(순조 27) 증광시 진사 합격, 아버지는 김처복(金處復)
- 김남운(金南運): 1828년(순조 28) 식년시 생원 합격, 아버지는 김경국(金庚國)
- 김규(金圭): 1894년(고종 31) 식년시 진사 합격, 아버지는 개성부분교관 김안세(金安世)

### 근･현대
- 김경승(金景承): 대한민국의 조각가, 일제강점기 조선미술전람회 입상, 광복 후 홍익대학교와 이화여자대학교 교수, 대한민국예술원 회원, 대한민국미술전람회 심사위원 등을 역임, 3·1문화상, 은관문화훈장 등 수여, 작품으로는 《피리부는 소녀》･《세종대왕상》･《정몽주선생상》 등

## 문학
•《관아당유고(寬我堂遺稿)》: 한어 역관 김세희(金世禧)의 유고(遺稿)를 그의 아들 김상순(金相淳)이 편집하고 등사한 문집이다. 시(詩) 47수, 서(書) 4편, 논(論) 11편, 서(序) 16편, 기(記) 3편, 정문(呈文) 9편, 제문(祭文) 2편, 잡저(雜著) 12편으로 구성되어 있다.
•《설성김씨문헌집략(雪城金氏文獻輯略)》: 1929년 개성에서 김균(金均)이 대표로 편집하고 발행한 도서로 설성 김씨의 여러 사람이 직접 쓴 유묵(遺墨)을 시작으로 하여 시가(詩歌)와 산문(散文) 그리고 설성 김씨 사람을 위해 타인들이 지어준 글들을 모았다. 무정(茂亭) 정만조(鄭萬朝)가 서문을 썼다. 지장(誌狀), 제문(祭文), 만시(挽詩)와 기술(記述)이 대체로 많으며 이를 통해 일가 사람의 면모와 친교 관계를 엿볼 수 있다.

## 같이 보기
- 경주 김씨
- 의성 김씨
- 개성 김씨

## 참고 자료
- 설성김씨대종보. 『雪城金氏大宗譜』. 서울:  雪城金氏大宗譜所, 2001.
- 김영배. 『雪城金氏世譜』. 開城: 雪城金氏譜所, 1928
- 김진수.  『開城金氏族譜』. 서울: 金進洙家, 1919.
- 『국조문과방목(國朝文科榜目)』(규장각한국학연구원[奎 106])
- 『국조방목(國朝榜目)』(국립중앙도서관[한古朝26-47])
- 『의역주팔세보[醫譯籌八世譜)』(한국학중앙연구원[K2-1778])